# 7401 Toynbee
A 7401 Toynbee (ideiglenes jelöléssel 1987 QW7) a Naprendszer kisbolygóövében található aszteroida. Eric Walter Elst fedezte fel 1987. augusztus 21-én.